# Dorylus niarembensis
Espèce
Synonymes
- Anomma niarembense Boven, 1972[2]

Dorylus niarembensis est une espèce de fourmis de la sous-famille des Dorylinae.

## Systématique
L'espèce Dorylus niarembensis a été initialement décrite en 1972 par l'entomologiste belge Jozef K. A. van Boven (d) (1915-1997) sous le protonyme d’Anomma niarembense.

## Répartition
Dorylus niarembensis est endémique de la République démocratique du Congo.

## Publication originale
- Jozef K. A. van Boven, « Description de deux reines d'Anomma (Hymenoptera : Formicidae) », Bulletin & annales de la Société royale d'entomologie de Belgique, Société royale belge d’entomologie, vol. 108,‎ 1972, p. 133-146 (ISSN 0049-1128, OCLC 220214447, DOI 10.5281/ZENODO.26903, lire en ligne).